# Giorgio Vanni
Giorgio Vincenzo Vanni (Milano, 19 agosto 1963) è un cantautore italiano.

## Biografia

### 1963-1995: Esordi e affermazione, l'albumTomatoe l'albumGrande Cuore
Giorgio Vanni nasce a Milano il 19 agosto 1963 e cresce a San Giuliano Milanese. Si avvicina ben presto alla musica grazie ai suoi genitori che ne erano molto appassionati. Nel 1976 all'età di 13 anni fonda il suo primo gruppo dal nome Luti’s Band e due anni dopo si avvicina al reggae con l'album Babylon by Bus di Bob Marley.
Nel 1980 insieme a Paolo Costa e Claudio D'Onofrio dà vita al gruppo pop-rock Tomato. Nel 1982 vengono notati da Roberto Colombo.
Nel 1983 producono il disco The Island of the Sun, da lui cantato con lo pseudonimo "ludy". Nel 1984 lavorano all'album Bandido di Miguel Bosé, poi con Den Harrow, Taffy e Ivan. Nel 1985 incidono il loro primo singolo, Tam Tam, con l'ex batterista dei Simple Minds, Mike Ogletree.
Nel 1987 Giorgio scrive Lay Down on Me, pezzo di punta dell'album XXX di Miguel Bosé. Passano altri quattro anni prima che la band riesca a trovare una casa discografica che creda appieno nella sua musica, che è un miscuglio di pop inglese, musica black americana e melodie italiane. Nel 1991, dopo aver lavorato con artisti come Mango, Eugenio Finardi, Cristiano De André, Roberto Vecchioni, Pierangelo Bertoli e Tazenda, Giorgio Vanni e i suoi pubblicano il loro primo album Tomato, prodotto da Mauro Paoluzzi e Angelo Carrara.
Nel 1992 partecipano al Festival di Sanremo con il brano Sai cosa sento per te. Nel 1994 esce il suo primo album da solista, Grande cuore.

### 1996-1998: L'incontro con Max Longhi e Alessandra Valeri Manera
Tappa importante della sua vita artistica è l'incontro con l'arrangiatore Max Longhi: nel 1996 i due iniziano a dedicarsi a prodotti musicali televisivi (ad esempio Generazione X su Italia 1) e pubblicitari. Curano gli arrangiamenti di molte campagne pubblicitarie tra le quali: Always Coca Cola, i jingle della campagna Dietorelle, Q8 e Brooklyn.
Nel 1998 scrivono il brano Buone verità per Laura Pausini che venne inciso nell'album La mia risposta. La canzone musicata da Vanni e Longhi ebbe una traduzione anche in lingua spagnola, grazie alla vendita in Spagna del CD della cantante romagnola, pubblicata con il titolo Una gran verdad.
Tappa fondamentale della loro storia musicale è l'incontro con Alessandra Valeri Manera alla quale presentarono la loro proposta per una sigla. La direttrice della fascia ragazzi Mediaset apprezzò particolarmente lo stile del duo caratterizzato dall'uso della cassa in quattro e del genere dance.
La prima sigla di cartoni animati di Vanni e Longhi a essere pubblicata è Superman (incisa su Fivelandia 16).

### 1999-2008:Pokémon,Dragon Ball, gli albumCartunoe la carriera nelle sigle televisive
Nel 1999 compongono Pokémon e Dragon Ball, interpretate dall'artista, per le rispettive serie animate omonime. I due cartoni animati diventano ben presto un fenomeno nazionale e il loro successo porterà le sigle a diventare brani iconici della produzione dell'artista. Grazie ancora ad Alessandra Valeri Manera avviene il primo incontro con Cristina D'Avena, altro momento fondamentale per la carriera dell'artista, per la quale scrive, insieme a Max Longhi, Imbarchiamoci per un grande viaggio. Questa fu la prima di una lunga serie di canzoni scritte per la D'Avena. Sempre in quell'anno compongono anche Hello Sandybell, Mille emozioni tra le pagine del destino per Marie Yvonne e Una giungla di avventure per Kimba.
Nel 2000 in Italia arrivano le serie successive per Pokémon e Dragon Ball, per le quali vengono incise Pokémon: Oltre i cieli dell'avventura e What's my destiny Dragon Ball. Quest'ultima diventa ancora più iconica della precedente. Inoltre oltre a essere suo compositore, inizia a duettare con la D'Avena incidendo Rossana, scritta dalla Valeri Manera su musica di Franco Fasano e arrangiata da Max Longhi. Dato il successo del genere dance, vengono realizzati diversi album remix delle sigle prodotte dal duo, dal titolo Cartuno, collana di album che durerà per 4 anni concludendosi con la parte 4.
Nel 2002 Giorgio Vanni e Max Longhi fondano la Lova Music, casa discografica il cui nome deriva dall'unione delle prime due lettere dei cognomi dei rispettivi autori. Nel 2003, contemporaneamente alla produzione per le sigle televisive, compongono il brano Super Lover - I need you tonight che viene interpretato dai W-inds, gruppo musicale nipponico. La canzone si posizionò nelle classifiche nipponiche e conquistò anche un disco di platino.
Negli anni successivi la carriera dell'artista prosegue di pari passo con le decisioni della fascia ragazzi Mediaset. Dal 2004 al 2008 Giorgio Vanni scrive e incide più di una cinquantina di sigle sia per sé stesso, come per esempio He-Man and the Masters of the Universe e Zoids, sia per Cristina e talvolta anche in duetto.
Tra le altre sigle di successo dei cartoni animati si ricordano Yu-Gi-Oh!, Detective Conan, Io credo in me, L'incredibile Hulk, Maledetti scarafaggi e molte altre.

### 2009-2013: I live, l'albumProject - I cartoni di Italia1eTime Machine - Da Goldrake a Goku
A partire dal 2009 grazie alle fiere del fumetto l'artista incomincia a esibirsi nuovamente dal vivo. In quell'anno incide anche Blue Dragon, Io credo in me (versione seconda) e Yu-Gi-Oh Duel Runner. A fine 2010 esce la prima raccolta a suo nome Giorgio Vanni Project - I cartoni di Italia 1 che raccoglie per la prima volta brani esclusivamente dedicati a lui con un inedito dal titolo Hypnotic Remix. Nel 2011 incide Beyblade Metal canzone che coincide anche con un lungo periodo di pausa nell'acquisto di nuovi cartoni animati che durerà fino al 2015.
Durante questo periodo l'artista si dedica alla produzione di un nuovo album e il 4 luglio 2012 esce Time Machine - Da Goldrake a Goku: con questo album l'artista, sempre in coppia con Max Longhi, rende omaggio ai cantanti e ai compositori che avevano lavorato prima di lui come Massimo Dorati, Enzo Draghi e Cristina D'Avena. Il disco ripercorre in buona parte gli anni '80 e si chiude ritornando al 2000 con un mash-up di What's my destiny Dragon Ball e Go West che, data la forte somiglianza musicale, l'artista ha deciso di unire. La versione digitale contiene le versioni strumentali de I cavalieri dello zodiaco di Massimo Dorati e Daitarn III.

### 2014-2015: L'albumSuper Hits - Il meglio del meglio del meglioe il ritorno delle sigle televisive
Il 27 maggio 2014 esce Super Hits - Il meglio del meglio del meglio, album contenente due CD con 46 sigle. L'album ripercorre quasi tutta la discografia da solista dell'artista e permette di raccogliere anche alcuni inediti incisi in quel periodo come Hover Champs! e Conan, il detective più famoso.
Nel 2015, dopo circa quattro anni di distanza da Beyblade Metal, torna a collaborare con RTI componendo e interpretando la sigla della quarta serie dell'anime Lupin III, Lupin III - L'avventura italiana, in onda a fine agosto 2015 sulle reti Mediaset. Il brano vede Giorgio Vanni duettare con il rapper Moreno.
Nel novembre 2015 con l'uscita del Picture Disc Cristina D'Avena dell'omonima artista, il nome di Giorgio Vanni, come cantautore di sigle, entra per la prima volta nel 33 giri. Infatti tre delle sigle di Vanni prodotte per la D'Avena (Principesse gemelle, Doraemon, All'arrembaggio!) sono presenti all'interno. Una quarta è Rossana, nella quale Vanni è però solo interprete.
Qualche novità viene portata anche all'interno dei live; ad esempio cambia la scaletta dei concerti, portando pezzi che raramente erano stati cantati da lui in live (ad esempio Occhi di gatto o Lucky Luke) o cover di pezzi che l'artista ama particolarmente, tra questi una versione in acustico di Capitan Harlock e di Piccoli problemi di cuore. Questo nuovo format comprende anche una parte dell'esibizione, dove l'artista canta alcuni dei suoi pezzi in versione dance (usciti originariamente nella compilation Cartuno).

### 2016-2019: YouTube e l'albumToon Tunz
Nel 2016 inizia una nuova fase della carriera dell'artista grazie all'aiuto dei social e in particolare YouTube. Il 1º agosto 2016 viene pubblicata sul canale YouTube del cantante Pokémon Go (realizzata insieme a Max Longhi e Alessandra Valeri Manera), una canzone realizzata per l'omonimo gioco, fenomeno mobile che Nintendo e Niantic hanno pubblicato nel luglio precedente su piattaforme Android e iOS. La canzone viene distribuita anche su iTunes. Nello stesso anno, Mediaset acquista la serie Dragon Ball Super commissionando una sigla italiana al duo della Lova Music, tuttavia, a causa di direttive diverse dal Giappone, la sigla non viene utilizzata per la messa in onda. Nonostante ciò il 23 dicembre 2016, nello stesso giorno della trasmissione della prima puntata italiana della nuova serie, viene pubblicata sul suo canale Dragon Ball Super Kame Hame Ha.
Il 16 marzo 2017 a distanza di 5 anni realizza (insieme a Max Longhi e Alessandra Valeri Manera) una nuova canzone per Cristina D'Avena dal titolo Noi Puffi siam così. Giorgio, inoltre, partecipa anche al progetto di Ninni Carucci con lo scopo benefico di raccogliere fondi per la città di Amatrice in seguito al terremoto del 24 agosto 2016, incidendo insieme ad altri importanti artisti del panorama delle sigle dei cartoni animati, Alza gli occhi e vai. Il progetto della canzone vede l'impegno della costruzione di una scuola di musica per Amatrice.
Il 21 luglio viene pubblicato il brano Sole e Luna e il 24 novembre viene pubblicato il re-pack dell'album Time Machine - Da Goldrake a Goku.
In questa fase l'artista si ritrova a collaborare molto spesso con diversi youtuber che lo portano a nuove produzioni musicali e anche alla promozione della sua immagine. Durante questi anni incide Santa Claus Is Coming to Town per un video prank con i TheShow, Bruco Gianluco, scritta da Sio, con il quale realizza anche un video dove canta brani celebri del suo repertorio ma con il testo riscritto dal fumettista, e ancora parodie con iPantellas.
Nel 2018 partecipa all'album Musica da giostra - Volume 5 di Dj Matrix & Matt Joe con il brano dance Supereroi, inoltre incide nuovamente diverse sigle per diverse reti televisive, due per Lupin III - Ritorno alle origini, una di apertura e per la prima volta una di chiusura, entrambe pubblicate nel singolo Lupin ladro full-time. Incide anche Energia ardente, Limit Break e Mecardimal e anche una sigla per la Rai, Gormiti the Legend is Back. L'anno successivo continua la collaborazione con Dj Matrix e incide Onda dopo onda nell'album Musica da giostra - Volume 6.
A partire da gennaio 2019, l'artista rivela tramite i social che lui e Max Longhi stanno lavorando a un nuovo album. Nel frattempo viene annunciata un'edizione speciale del singolo Dragon Ball Super Kame Hame Ha in vinile, il cui scopo è quello di raccogliere fondi a sostegno della web radio RadioAnimati con cui l'artista ha spesso collaborato.
Il 18 aprile 2019 viene rivelato sui social il titolo, Toon Tunz, e la data di uscita. Il nome Toon Tunz è una citazione alla questione che con l'arrivo del duo Longhi Vanni le sigle dei cartoni animati sono diventate prettamente dance e con la cassa in 4. L'album è l'occasione per l'artista di pubblicare i singoli degli ultimi anni e altri brani.
Da dicembre 2019 partecipa come giudice del muro del programma musicale di Canale 5 All Together Now, dalla seconda edizione.

### 2022:The Gold Sessione altri progetti
A febbraio 2022 è il conduttore del programma musicale Catch the Song, trasmesso sulla piattaforma di streaming Hibe. L'11 dello stesso mese esce il singolo Pokémon Arceus - Un nuovo inizio.
L'8 aprile pubblica il singolo Quando il tuo nome è su Death Note come omaggio alla serie omonima.
Il 22 aprile, tramite i suoi profili social, annuncia l'uscita del suo nuovo progetto discografico insieme a Max Longhi, dal titolo The Gold Session. Come anticipato nel loro web format The Ciurma Show, il disco si compone di dodici sigle interpretate da loro in uno stile differente, cercando di abbracciare più generi musicali possibili. L'album è uscito il 13 maggio 2022.
In seguito, il 22 giugno pubblica in collaborazione con DJ Matrix il singolo Il guardiano dei sogni, contenuto nell'EP di quest'ultimo Musica da giostra, Vol. 9 EP.
Il 29 marzo 2023 pubblica il singolo Monza Is My Destiny su base del brano What's My Destiny Dragon Ball, utilizzato come inno ufficiale del settore giovanile dell'Associazione Calcio Monza. Il brano è stato scritto da Alessandra Valeri Manera e prodotto da Vanni e Max Longhi.

### 2024: L'albumUno di noie l'inizio della collaborazione con l'etichetta Sony Music
Il 26 settembre 2024 Giorgio Vanni, assieme a Max Longhi rivela tramite i suoi canali social la prossima uscita del suo nuovo album, intitolato Uno di noi, per il 1º novembre successivo e l'inizio di una collaborazione con l'etichetta discografica Sony Music. Il disco è organizzato principalmente come una raccolta di sigle cantate da Vanni in versione originale, e dell'inedito che dà il titolo all'album, Uno di noi. L'album è stato pubblicato in diversi formati tra cui tre versioni in CD e tre in doppio LP 45rpm, sancendo così l'ingresso di molte sigle del duo Vanni-Longhi per la prima volta in vinile.

## Discografia
Giorgio Vanni, prima dell'incontro con Alessandra Valeri Manera e Max Longhi, ha scritto canzoni per numerosi artisti (italiani e non) e per se stesso, realizzando anche molti jingle per spot pubblicitari. Dal 1993 insieme a Max Longhi ha scritto musica per le reti Mediaset, in particolare, sul finire degli anni novanta, sigle di cartoni animati, da lui stesso interpretate, e per Cristina D'Avena, con la quale ha spesso duettato, scrivendo anche per molti altri artisti della scuderia RTI.

## Videografia
La videografia dell'artista include i video musicali realizzati nel secolo precedente per l'album Grande cuore e quelli dedicati alla nuova fase della sua carriera che si è vista rinnovata anche grazie a YouTube.

## Programmi televisivi
- Generazione X, talk show (Italia 1, 1995-1996)
- All Together Now, game show (Canale 5, 2019)
- Catch the Song, game show (Hibe, 2021)